# Tetrandromyces
Tetrandromyces — рід грибів родини Laboulbeniaceae. Назва вперше опублікована 1912 року.

## Класифікація
До роду Tetrandromyces відносять 6 видів:
- Tetrandromyces arcuatus
- Tetrandromyces bottegoi
- Tetrandromyces brachidae
- Tetrandromyces pallescens
- Tetrandromyces terminalis
- Tetrandromyces weirianus